# マハタ
マハタ（真羽太 / 学名：Hyporthodus septemfasciatus）は、スズキ目ハタ科マハタ属に属する海水魚の1種。ハタの仲間の代表種である。
高級魚として知られるクエに近縁な種で、本種も高級魚として取引されている。

## 名称
「ハタ」とは「鰭」もしくは「斑（はん）のある魚」という意味。田中茂穂『魚』（1940年・創元社）によれば、「マハタ」の和名の由来は「ハタ類の中で最も美味、または最も多い」という意味である。

### 地方名
多くの地方名がある。主に東日本ではハタやホンハタ、西日本ではアラと呼称される。
和歌山でスジアク、関西ではマス、三重ではホンマス、長崎ではシマアラ、能登ではカケバカマ、福岡ではタカバ、鹿児島ではシマモウオ、沖縄ではアーラミーバイと呼ばれる。また三重県志摩市和具ではハタジロおよびハタジロマス、山口県（下関）ではタカバの地方名で呼ばれる。

## 特徴
全長180 cm、体重100 kg超に達する。
魚体は背鰭基部で最も高くなる。体色は茶褐色で、7 - 8本の暗色横帯がある。その横帯（褐色の横縞）の太さは不揃いで、後ろから2番目は2分する（個体差がある）。全長40 cmまでの若魚では全体が淡い紫褐色で、側面には7本の暗褐色の帯（横縞）があるが、体色は成長とともに黒っぽくなり、全長100 cmほどにまで成長した老成魚はほぼ真っ黒になる。鼻孔は前方より後方の方がはるかに大きく、前鰓蓋骨の後方下縁に棘が数本ある点も本種の特徴である。
本種や#マハタモドキ（後述）の老成魚はカンナギと呼ばれる。本種は尾鰭後縁および、臀鰭や背鰭の軟条に明瞭な白縁がある（#類似種との相違点）が、20 cm前後までの幼魚は尾鰭の白縁が不明瞭で、マハタモドキの幼魚と区別しにくい。

## 生息・分布
水深110 - 300 mの岩礁・貝殻交じりの砂底に生息するが、特に水深160 mより浅い海域に多い。稚魚・幼魚は浅い磯・アマモ場などにいるが、大型化するにつれて深場へ移動し、1 mを超える老成魚は水深100 mを超える深海に生息する。
大型ハタ類では最も北にまで生息する種で、日本では太平洋（仙台湾から九州南岸まで）、瀬戸内海、日本海（北海道以南）および東シナ海、屋久島、石垣島北部、伊豆大島、小笠原諸島、沖縄舟状海盆（八重山諸島：与那国島・波照間島の沖合）に分布する。日本国外では朝鮮半島南岸および済州島、浙江省寧波（中国）、香港に分布する。

## 生態

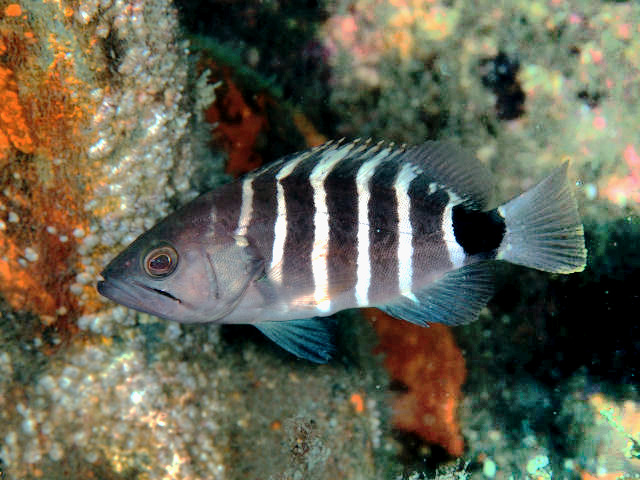
幼魚

飼育個体の体長は3歳で33 cm、8歳で50 cm、10歳で56 cmに成長し、体重は1歳で約200 g、2歳半で約1 kgになる。雌性先熟型の性転換を行い、メスは体重4 kg前後で成熟し、10 kgを超えるとオスに性転換する。
産卵期は夏で、主に夜に活発に活動するが、日中も活動する。魚類・甲殻類・イカ・タコ類を食べる。同亜科のクエ・ヤイトハタ・キジハタと交雑することが知られるが、三重県がマハタのオスとクエのメスで交配実験を試みた際には孵化率が66.0%で、未孵化率が21.7%と高かった。

## 人間との関わり

### 漁・釣り
漁業では定置網・底曳網・釣り漁で漁獲される。天然物は西日本（九州など）に多いが、沿岸生態系の上位に位置する大型肉食魚であることから、天然物の漁獲量は少なく、年々減少傾向にある。
漁獲量の少なさ・味の良さから高級魚として扱われている。天然個体・養殖個体とも高価だが、その中でも天然の活魚はかなり高価である。また体重10 kgを超える個体は貴重で、稀に大物が市場に入荷すると1 kgあたり2万円を超えることもある。
また、近縁な高級魚であるクエと並び、大物狙いの釣り人から人気が高い。沖釣りでは生きたイワシやイカ・ムロアジなどを餌に使う「泳がせ釣り」が一般的で、カサゴ・チダイ・メバル・ムツなどとともに釣れることが多いが、磯・防波堤でも釣れる。ただし、相模湾など関東近海では個体数が少ないためか、ほとんど釣れない。

### 養殖
需要を満たすため養殖が行われており、高級寿司店などで盛んに使われるようになっている。養殖により入荷量は増加・安定したが、いまだに高級魚として取り扱われている。2014年度（平成26年度）の種苗生産量は三重県が全国の約78%を占めているが、同県内のマハタは約80 - 90%が尾鷲市で生産されている。
以下の県で「プライドフィッシュ」として選定されている。
- 三重県 - 県南部の熊野灘海域10漁場（南伊勢町 - 熊野地区）で養殖された「三重の養殖マハタ」（旬：11月 - 3月）[26]
- 愛媛県 - 「愛媛県認定漁業士協同組合」により、宇和島のリアス式海岸に面する海域で養殖された「愛育フィッシュ マハタ」（旬：12月 - 3月）[27]

### 食材
身は透明感のある白身で、旨味が濃く、近縁種であるクエと身質特性の差異は少ない。味の評価は高く、大型個体ほど美味とされる。
天然個体・養殖個体とも、旬は晩秋から晩春であるが、夏の産卵後以外は味が落ちない。握り寿司・刺身・鍋料理・煮物（兜煮やあら煮）・焼き物などで食される。西日本では切り身にしたものを湯引きし、酢味噌で食べる。

## 分類
本種は従来Epinephelus属（旧マハタ属、分割後の和名はアカハタ属）に属していたが、2007年に分子系統解析に基づきマハタモドキなどとともにマハタ属Hyporthodusに分割された。

### 類似種との相違点
本種やクエは大型化すると体の模様が曖昧になり、区別が難しくなるが、以下のような点で区別できる。以下の表では同じく類似種である#マハタモドキも含め、3種の相違点について述べる。
| 身体的特徴         | 本種（マハタ）                                                      | クエ                                                                     | マハタモドキ                                             |
| ------------------ | ------------------------------------------------------------------- | ------------------------------------------------------------------------ | -------------------------------------------------------- |
| 全長・体重（最大） | 約180 cm・100 kg超                                                  | 約135 cm・40 kg                                                          | マハタと同様？（推測）                                   |
| 体型               |                                                                     | マハタより細長い（体高が低い）                                           | マハタより体高がある                                     |
| 体色               | 茶褐色ないし小豆色                                                  | 茶褐色ないし茶色                                                         | 体色はマハタより濃く、黒っぽい                           |
| 体の模様           | 体の模様は斜めに流れない（横縞） 後ろから2番目の褐色の横縞は2分する | 生時は背側に模様がある。 頭寄り2本（頭部と背）の太い帯模様は斜めに流れる | 後ろから2番目の黒い横縞は2分せず、横縞は整然と並んでいる |
| 鰭の縁取り         | 尾鰭後縁などに明瞭な白縁がある 境界は不明瞭                         | 鰭の縁取りはマハタより狭く、境界は明瞭                                   | 尾鰭後縁に白縁はなく、尾鰭や背鰭・臀鰭は全体が暗色       |
| その他の特徴       | 目と口の後縁の位置はほぼ一致する                                    | 目の後縁より口の後縁の方が後方に位置する                                 | 眼径はマハタより1 - 2 mm大きい                           |

### マハタモドキ
マハタモドキ（Hyporthodus octofasciatus）は全長80 cm程度になる種で、島嶼の岩礁（水深30 - 350 m）に生息する。日本では南日本の太平洋沿岸（伊豆諸島・小笠原諸島、和歌山県白浜沖、奄美大島、沖縄諸島）に、海外ではインド洋・太平洋海域に分布するが、本州沿岸では極めて稀な種である。産卵場所・生態とも不明点が多いが、瀬能宏（神奈川県立生命の星・地球博物館専門研究員）により、幼魚も含めて水深100 m前後より深い海域で生活している可能性が指摘されている。島の周辺や沿岸沖合の深みなど、やや辺境な場所に多く、生息域はマハタより狭いと考えられている。
関東の市場では「マハタ」として流通することが多く、本種やマハタと思われる特大個体が釣れた際も、特に種を判別することなく「カンナギ」として記録されることが多い。本種もマハタと同様に、刺身・鍋などで美味な白身魚として、高値で取引される。